# Roberdel
 (mai 2025).
Roberdel est une census-designated place située dans le comté de Richmond, dans l’État de Caroline du Nord, aux États-Unis. Lors du recensement de 2020, elle comptait 246 habitants.